# Liste der Orte im Landkreis Günzburg
Die Liste der Orte im Landkreis Günzburg listet  die 183 amtlich benannten Gemeindeteile (Hauptorte, Kirchdörfer, Pfarrdörfer, Dörfer, Weiler und Einöden) der 34 Gemeinden im Landkreis Günzburg auf. Daneben auch Burgen, Schlösser, einzeln stehende Kirchen und Kapellen sowie Wüstungen.

## Systematische Liste
Alphabet der Städte und Gemeinden mit den zugehörigen Orten.
- Aichen mit 6 Gemeindeteilen:
  - Pfarrdörfer Aichen, Memmenhausen und Obergessertshausen
  - Dorf Ruhfelden
  - Weiler Bernbach und Nachstetten

- Aletshausen mit 5 Gemeindeteilen:
  - Pfarrdörfer Aletshausen und Winzer
  - Kirchdörfer Gaismarkt und Haupeltshofen
  - Dorf Wasserberg

- Balzhausen mit 2 Gemeindeteilen:
  - Pfarrdorf Balzhausen
  - Weiler Kirrberg

- Bibertal mit 12 Gemeindeteilen:
  - Pfarrdörfer Bühl und Großkissendorf
  - Kirchdörfer Anhofen, Echlishausen, Ettlishofen, Hetschwang, Schneckenhofen und Silheim
  - Dörfer Happach, Kleinkissendorf und Opferstetten
  - Weiler Emmenthal

- Breitenthal mit 3 Gemeindeteilen:
  - Pfarrdörfer Breitenthal, Nattenhausen
  - Kirchdorf Oberried

- Bubesheim mit 1 Gemeindeteil: Das Pfarrdorf Bubesheim

- Stadt Burgau mit 7 Gemeindeteilen:
  - Hauptort Burgau
  - Pfarrdörfer Limbach und Unterknöringen
  - Kirchdörfer Großanhausen, Kleinanhausen und Oberknöringen
  - Weiler Nußlachhof (auch Nußlacher Hof genannt)

- Markt Burtenbach mit 4 Gemeindeteilen:
  - Hauptort Burtenbach
  - Pfarrdorf Kemnat
  - Kirchdorf Oberwaldbach
  - Elektrizitätswerk Humprechtsmühle

- Deisenhausen mit 6 Gemeindeteilen:
  - Pfarrdörfer Deisenhausen und Unterbleichen
  - Kirchdorf Oberbleichen
  - Dorf Nordhofen
  - Einöden Ende und Kiesberg

- Dürrlauingen mit 4 Gemeindeteilen:
  - Pfarrdörfer Dürrlauingen und Mindelaltheim
  - Kirchdorf Mönstetten
  - Einöde Riedmühle

- Ebershausen mit 3 Gemeindeteilen:
  - Pfarrdorf Ebershausen
  - Kirchdorf Seifertshofen
  - Dorf Waltenberg

- Ellzee mit 5 Gemeindeteilen:
  - Kirchdörfer Ellzee, Hausen und Stoffenried
  - Weiler Hilbertshausen
  - Einöde Riedmühle

- Gundremmingen mit 1 Gemeindeteil:
  - Pfarrdorf Gundremmingen

- Stadt Günzburg mit 8 Gemeindeteilen:
  - Hauptort Günzburg
  - Pfarrdörfer Deffingen, Leinheim, Reisensburg und Riedhausen bei Günzburg
  - Kirchdörfer Nornheim, Denzingen und Wasserburg

- Haldenwang mit 5 Gemeindeteilen:
  - Pfarrdörfer Haldenwang und Konzenberg
  - Kirchdörfer Eichenhofen und Hafenhofen
  - Weiler Mehrenstetten

- Stadt Ichenhausen mit 6 Gemeindeteilen:
  - Hauptort Ichenhausen
  - Pfarrdörfer Autenried,  Hochwang und Rieden an der Kötz
  - Kirchdörfer Deubach und Oxenbronn

- Markt Jettingen-Scheppach mit 10 Gemeindeteilen:
  - Hauptort Jettingen
  - Pfarrdörfer Freihalden, Ried, Scheppach und Schönenberg
  - Kirchdorf Eberstall
  - Wallfahrtskirche Allerheiligen
  - Fabrik Scheppachermühle
  - Schlösser Klingenburg und Unterwaldbach

- Kammeltal mit 13 Gemeindeteilen:
  - Pfarrdörfer Ettenbeuren und Wettenhausen
  - Kirchdörfer Behlingen, Egenhofen, Goldbach, Hammerstetten, Kleinbeuren, Ried und Unterrohr
  - Dörfer Hartberg und Reifertsweiler
  - Weiler Grünhöfe und Keuschlingen

- Kötz mit 3 Gemeindeteilen:
  - Pfarrdörfer Großkötz und Kleinkötz
  - Kirchdorf Ebersbach

- Stadt Krumbach mit 10 Gemeindeteilen:
  - Hauptort Krumbach
  - Stadtteile Attenhausen, Billenhausen, Edenhausen, Hohenraunau und Niederraunau
  - Kirchdorf Hirschfelden
  - Sanatorium Krumbad
  - Einöden Josephslust und Plattenberghof

- Landensberg mit 2 Gemeindeteilen:
  - Pfarrdorf Landensberg
  - Dorf Glöttweng

- Stadt Leipheim mit 3 Gemeindeteilen:
  - Hauptort Leipheim
  - Pfarrdorf Riedheim
  - Dorf Weißingen

- Markt Münsterhausen mit 5 Gemeindeteilen:
  - Hauptort Münsterhausen
  - Dörfer Hagenried und Reichertsried
  - Weiler Häuserhof und Oberhagenried

- Markt Neuburg an der Kammel mit 9 Gemeindeteilen:
  - Hauptort Neuburg an der Kammel
  - Pfarrdörfer Edelstetten, Langenhaslach und Wattenweiler
  - Dörfer Halbertshofen, Höselhurst und Naichen
  - Einöden Erisweiler und Marbach

- Markt Offingen mit 4 Gemeindeteilen:
  - Hauptort Offingen
  - Kirchdorf Schnuttenbach
  - Einöden Landstrost und Neuoffingen

- Rettenbach mit 4 Gemeindeteilen:
  - Pfarrdörfer Rettenbach und Remshart
  - Dorf Harthausen
  - Einöde Lüßhof

- Röfingen mit 2 Gemeindeteilen:
  - Pfarrdorf Röfingen
  - Kirchdorf Roßhaupten

- Stadt Thannhausen mit 3 Gemeindeteilen:
  - Hauptort Thannhausen
  - Pfarrdorf Burg
  - Dorf Nettershausen

- Ursberg mit 5 Gemeindeteilen:
  - Pfarrdörfer Mindelzell und Ursberg
  - Kirchdörfer Bayersried, Oberrohr und Premach

- Markt Waldstetten mit 4 Gemeindeteilen:
  - Pfarrdorf Waldstetten
  - Weiler Brandfeld und Heubelsburg
  - Einöde Wiblishauserhof (auch Belzingerhof genannt)

- Waltenhausen mit 3 Gemeindeteilen:
  - Pfarrdorf Waltenhausen
  - Kirchdörfer Hairenbuch und Weiler

- Wiesenbach mit 4 Gemeindeteilen:
  - Pfarrdorf Oberwiesenbach
  - Kirchdorf Unterwiesenbach
  - Dörfer Oberegg und Sausenthal

- Winterbach mit 6 Gemeindeteilen:
  - Pfarrdorf Winterbach
  - Kirchdörfer Rechbergreuthen und Waldkirch
  - Einöden Delkenmühle, Eisingerhof und Waldkircher Mühle

- Markt Ziemetshausen mit 12 Gemeindeteilen:
  - Pfarrdorf Ziemetshausen
  - Kirchdörfer Hellersberg, Hinterschellenbach, Lauterbach, Muttershofen, Schönebach und Uttenhofen
  - Dörfer Bauhofen und Vorderschellenbach
  - Weiler Roppeltshausen
  - Wallfahrtskirche Maria Vesperbild
  - Schloss Seyfriedsberg

## Alphabetische Liste
In Fettschrift erscheinen die Orte, die namengebend für die Gemeinde sind, in Kursivschrift Weiler, Einöden, Einzelgebäude, Häusergruppen, Höfe, Burgen, Schlösser, einzeln stehende Kirchen und Kapellen sowie Wüstungen. In Klammern ist die Gemeinde angegeben.

### A
- Aichen
- Aletshausen
- Allerheiligen (Jettingen-Scheppach)
- Anhofen (Bibertal)
- Attenhausen (Krumbach)
- Autenried (Ichenhausen)

### B
- Balzhausen
- Bauhofen (Ziemetshausen)
- Bayersried (Ursberg)
- Behlingen (Kammeltal)
- Bernbach (Aichen)
- Billenhausen (Krumbach)
- Brandfeld (Waldstetten)
- Breitenthal
- Bubesheim
- Bühl (Bibertal)
- Burg (Thannhausen)
- Burgau
- Burtenbach

### D
- Deffingen (Günzburg)
- Deisenhausen
- Delkenmühle (Winterbach)
- Denzingen (Günzburg)
- Deubach (Ichenhausen)
- Dürrlauingen

### E
- Ebersbach (Kötz)
- Ebershausen
- Eberstall (Jettingen-Scheppach)
- Echlishausen (Bibertal)
- Edelstetten (Neuburg a.d. Kammel)
- Edenhausen (Krumbach)
- Egenhofen (Kammeltal)
- Eichenhofen (Haldenwang)
- Eisingerhof (Winterbach)
- Ellzee
- Emmenthal (Bibertal)
- Ende (Deisenhausen)
- Erisweiler (Neuburg a.d. Kammel)
- Ettenbeuren (Kammeltal)
- Ettlishofen (Bibertal)

### F
- Freihalden (Jettingen-Scheppach)

### G
- Gaismarkt (Aletshausen)
- Glöttweng (Landensberg)
- Goldbach (Kammeltal)
- Großanhausen (Burgau)
- Großkissendorf (Bibertal)
- Großkötz (Kötz)
- Grünhöfe (Kammeltal)
- Gundremmingen
- Günzburg

### H
- Hafenhofen (Haldenwang)
- Hagenried (Münsterhausen)
- Hairenbuch (Waltenhausen)
- Halbertshofen (Neuburg a.d. Kammel)
- Haldenwang
- Hammerschmiede (Krumbach)
- Hammerstetten (Kammeltal)
- Happach (Bibertal)
- Hartberg (Kammeltal)
- Harthausen (Rettenbach)
- Haupeltshofen (Aletshausen)
- Hausen (Ellzee)
- Häuserhof (Münsterhausen)
- Hellersberg (Ziemetshausen)
- Hetschwang (Bibertal)
- Heubelsburg (Waldstetten)
- Hilbertshausen (Ellzee)
- Hinterschellenbach (Ziemetshausen)
- Hirschfelden (Krumbach)
- Hochwang (Ichenhausen)
- Hohenraunau (Krumbach)
- Höselhurst (Neuburg a.d. Kammel)
- Humprechtsmühle (Elektrizitätswerk) (Burtenbach)

### I
- Ichenhausen

### J
- Jettingen (Jettingen-Scheppach)
- Josephslust (Krumbach)

### K
- Kemnat (Burtenbach)
- Keuschlingen (Kammeltal)
- Kiesberg (Deisenhausen)
- Kirrberg (Balzhausen)
- Kleinanhausen (Burgau)
- Kleinbeuren (Kammeltal)
- Kleinkissendorf (Bibertal)
- Kleinkötz (Kötz)
- Klingenburg (Schloss Klingenburg) (Jettingen-Scheppach)
- Konzenberg (Haldenwang)
- Krumbach (Schwaben)
- Krumbad (Sanatorium) (Krumbach)

### L
- Landensberg
- Landstrost (Offingen)
- Langenhaslach (Neuburg a.d. Kammel)
- Lauterbach (Ziemetshausen)
- Leinheim (Günzburg)
- Leipheim
- Lexenrieder Kapelle (mit dem abgegangenen Ort Lexenried) (Krumbach)
- Limbach (Burgau)
- Lohmühle (Krumbach)
- Lourdeskapelle mit dem Kreuzweg (Krumbach)
- Lüßhof (Rettenbach)

### M
- Marbach (Neuburg a.d. Kammel)
- Wallfahrtskirche Maria Feldblume (Neuburg a.d. Kammel)
- Wallfahrtskirche Maria Vesperbild (Ziemetshausen)
- Mehrenstetten (Haldenwang)
- Memmenhausen (Aichen)
- Mindelaltheim (Dürrlauingen)
- Mindelzell (Ursberg)
- Mönstetten (Dürrlauingen)
- Münsterhausen
- Muttershofen (Ziemetshausen)

### N
- Nachstetten (Aichen)
- Naichen (Neuburg a.d. Kammel)
- Nattenhausen (Breitenthal)
- Nettershausen (Thannhausen)
- Neuburg an der Kammel
- Neuoffingen (Offingen)
- Niederraunau (Krumbach)
- Nordhofen (Deisenhausen)
- Nornheim (Günzburg)
- Nußlacher Hof (auch Nußlachhof genannt) (Burgau)

### O
- Oberbleichen (Deisenhausen)
- Oberegg (Wiesenbach)
- Obergessertshausen (Aichen)
- Oberhagenried (Münsterhausen)
- Oberknöringen (Burgau)
- Oberried (Breitenthal)
- Oberrohr (Ursberg)
- Oberwaldbach (Burtenbach)
- Oberwiesenbach (Wiesenbach)
- Offingen
- Opferstetten (Bibertal)
- Oxenbronn (Ichenhausen)

### P
- Plattenberghof (Krumbach)
- Premach (Ursberg)

### R
- Rechbergreuthen (Winterbach)
- Reichertsried (Münsterhausen)
- Reifertsweiler (Kammeltal)
- Reisensburg (Günzburg)
- Remshart (Rettenbach)
- Rettenbach
- Ried (Kammeltal)
- Ried (Jettingen-Scheppach)
- Rieden an der Kötz (Ichenhausen)
- Riedhausen bei Günzburg (Günzburg)
- Riedheim (Leipheim)
- Riedmühle (Dürrlauingen)
- Riedmühle (Ellzee)
- Röfingen
- Roppeltshausen (Ziemetshausen)
- Roßhaupten (Röfingen)
- Ruhfelden (Aichen)

### S
- Sausenthal (Wiesenbach)
- Scheppach
- Scheppachermühle (Jettingen-Scheppach)
- Schneckenhofen (Bibertal)
- Schnuttenbach (Offingen)
- Schönebach (Ziemetshausen)
- Schönenberg (Jettingen-Scheppach)
- Schloss Seyfriedsberg (Ziemetshausen)
- Seifertshofen (Ebershausen)
- Silheim (Bibertal)
- Stoffenried (Ellzee)

### T
- Thannhausen

### U
- Unterbleichen (Deisenhausen)
- Unterknöringen (Burgau)
- Unterrohr (Kammeltal)
- Unterwaldbach (Jettingen-Scheppach)
- Unterwiesenbach (Wiesenbach)
- Ursberg
- Uttenhofen (Ziemetshausen)

### V
- Vierzehn Nothelfer Kapelle (Krumbach)
- Vorderschellenbach (Ziemetshausen)

### W
- Waldhaus (Krumbach)
- Waldheim (Kammeltal)
- Waldkirch (Winterbach)
- Waldkircher Mühle (Winterbach)
- Waldstetten
- Waltenberg (Ebershausen)
- Waltenhausen
- Wasserberg (Aletshausen)
- Wasserburg (Günzburg)
- Wattenweiler (Neuburg a.d. Kammel)
- Weiler (Waltenhausen)
- Weißingen (Leipheim)
- Wettenhausen (Kammeltal)
- Wiblishauserhof (auch Belzingerhof genannt) (Waldstetten)
- Winterbach
- Winzer (Aletshausen)

### Z
- Ziemetshausen

| ↑ Zurück zum Inhaltsverzeichnis |